# Моричаль-Нуэво
Моричаль-Нуэво (исп. Morichal Nuevo) — небольшой город и муниципалитет на востоке Колумбии, на территории департамента Гуайния.

## Географическое положение

Муниципалитет Моричаль-Нуэво

Город расположен в западной части департамента, в пределах Амазонского природно-территориального комплекса, на правом берегу реки Инириды, на расстоянии приблизительно 283 километров к юго-западу от города Инириды, административного центра департамента.
Муниципалитет Моричаль-Нуэво граничит на севере с территорией муниципалитета Барранко-Минас, на северо-востоке — с муниципалитетом Инирида, на востоке — с муниципалитетом Пуэрто-Коломбия, на юге и юго-востоке — с муниципалитетом Пана-Пана, на юго-западе — с территориями департаментов Гуавьяре и Ваупес. Площадь муниципалитета составляет 8563 км².

## Население
По данным Национального административного департамента статистики Колумбии, совокупная численность населения города и муниципалитета в 2015 году составляла 1192 человека.
Динамика численности населения муниципалитета по годам:
| 2005 | 2006 | 2007 | 2008 | 2009 | 2010 | 2011 | 2012 | 2013 | 2014 | 2015 |
| ---- | ---- | ---- | ---- | ---- | ---- | ---- | ---- | ---- | ---- | ---- |
| 752  | 788  | 826  | 866  | 907  | 950  | 994  | 1041 | 1089 | 1140 | 1192 |